# USS LST-24
O USS LST-24 foi um navio de guerra norte-americano da classe LST que operou durante a Segunda Guerra Mundial.